# جيمس بلانشارد
جيمس بلانشارد (بالإنجليزية: James Blanchard)‏ (و. 1942 – م) هو سياسي، ومحام، ودبلوماسي من الولايات المتحدة الأمريكية ولد في ديترويت، ميشيغان.
وهو عضو في الحزب الديمقراطي الأمريكي .

## التعليم
تعلم في جامعة ولاية ميشيغان، وجامعة مينيسوتا.